# Nekrolog 3. Quartal 1984
Nekrolog
◄◄
| ◄
| 1980
| 1981
| 1982
| 1983
| 1984 | 1985 | 1986 | 1987 | 1988 | ► | ►►
1. Quartal |
2. Quartal |
3. Quartal |
4. Quartal 1984
Weitere Ereignisse | Allgemeiner Nekrolog 1984
Die Beschreibung der verstorbenen Person sollte so kurz wie möglich gehalten sein und nur deren signifikante Tätigkeit(en) enthalten.
Neue Namen ggf. auch unter dem Geburts- und Sterbedatum, also etwa unter 1. Januar und im Geburts- und Sterbejahr (2024) eintragen (nur bei entsprechender großer Wichtigkeit). Für Beispiele siehe die schon vorhandenen Artikel.
Außerdem über die fünf zuletzt Verstorbenen, zu denen es einen ausreichend guten Artikel für eine Präsentation auf der Hauptseite gibt, nach der todesbedingten Überarbeitung der Artikel ggf. auch unter Wikipedia Diskussion:Hauptseite informieren und sie am besten auch in den anderen Wikipedia-Sprachversionen eintragen. Tipp: Regelmäßig bei news.google.de nach „ist tot“, „gestorben“ oder „verstorben“ suchen.
Wenn eine Person gestorben ist, gibt es viele Seiten zu dieser Person in der Wikipedia, die davon auch betroffen sind und entsprechend aktualisiert werden müssen. Beispiele: Namenübersichtsseite, Geburtsjahr, Geburtsort-Seiten und viele mehr.
Wie finde ich die betroffenen Seiten?
Im Suchfeld auf der linken Seite gibt man den Suchbegriff so ein: „Vorname Nachname“. Dann klickt man auf Volltext und alle Seiten mit entsprechendem Suchtext werden aufgerufen. Hier sieht man dann schnell, wo auch das Todesjahr Sinn macht oder sogar ein Teil des Artikels angepasst werden muss. Auch hilft das „Werkzeug“ auf der linken Seite sehr gut, um solche Seiten aufzufinden: „Links auf diese Seite“. Somit ist die Wikipedia wieder aktuell in allen Bereichen! Hinweis: bei Eintragung der Kategorie „Gestorben JAHR“ wird der Missbrauchsfilter 49 ausgelöst, was jedoch nicht schlimm ist. Siehe: Spezial:Missbrauchsfilter/49
Dies ist eine Liste von im dritten Quartal 1984 verstorbenen bekannten Persönlichkeiten. Die Einträge erfolgen innerhalb der einzelnen Daten alphabetisch sortiert. Tiere sind im Nekrolog für Tiere zu finden.

## Juli
| Tag      | Name                                             | Beruf, bekannt als                                                                                              | Alter | Beleg |
| -------- | ------------------------------------------------ | --- | ----- | ----- |
| 1. Juli  | Víctor Avendaño                                  | argentinischer Boxer                                                                                            | 77    |       |
| 1. Juli  | Paul Berke-Müller                                | deutscher Polizist, Direktor des Landeskriminalamtes Niedersachsen                                              |       |       |
| 1. Juli  | Henri Fabre                                      | französischer Luftfahrtpionier                                                                                  | 102   |       |
| 1. Juli  | Moshé Feldenkrais                                | israelischer Physiker und Judolehrer                                                                            | 80    |       |
| 1. Juli  | Gerhard Keller                                   | deutscher Maler und Kunsterzieher                                                                               | 79    |       |
| 1. Juli  | Friedrich Witz                                   | Schweizer Journalist und Verleger                                                                               | 90    |       |
| 2. Juli  | Jean Alfonsetti                                  | luxemburgischer Radrennfahrer                                                                                   | 66    |       |
| 2. Juli  | Ignacio Burk                                     | deutscher Missionar                                                                                             | 79    |       |
| 2. Juli  | Lenore J. Coffee                                 | US-amerikanische Drehbuchautorin                                                                                | 87    |       |
| 2. Juli  | Bedřich Fučík                                    | tschechischer Literaturkritiker, Editor und Übersetzer                                                          | 84    |       |
| 2. Juli  | Johannes Hemleben                                | deutscher Biologe und Anthroposoph, Pfarrer und Autor                                                           | 85    |       |
| 2. Juli  | Ingeborg von Rath                                | deutsche Bildhauerin, Holzschnitzerin und Medailleurin, Zeichnerin und Lehrbeauftragte an der Universität Bonn  | 82    |       |
| 3. Juli  | Hans von Bertele                                 | österreichischer Elektrotechniker, Uhrensammler und Uhrenhistoriker                                             | 81    |       |
| 3. Juli  | Ursula Braun                                     | deutsche Schauspielerin und Synchronsprecherin                                                                  | 62    |       |
| 3. Juli  | Alison Drummond                                  | neuseeländische Autorin, Historikerin und Herausgeberin                                                         | 81    |       |
| 3. Juli  | Ernst Otto Haas                                  | deutscher Politiker (CDU), MdL                                                                                  | 72    |       |
| 3. Juli  | Ernesto Mascheroni                               | uruguayischer Fußballspieler                                                                                    | 76    |       |
| 3. Juli  | Jimmy McDougall                                  | schottischer Fußballspieler                                                                                     | 80    |       |
| 3. Juli  | Raoul Salan                                      | französischer General                                                                                           | 85    |       |
| 3. Juli  | Friedrich Schonhofen                             | deutscher Politiker (SPD), MdB                                                                                  | 62    |       |
| 03. Juli | Hubert Wallace                                   | kanadischer Segler                                                                                              | 85    |       |
| 4. Juli  | Joseph H. Bottum                                 | US-amerikanischer Politiker                                                                                     | 80    |       |
| 4. Juli  | Douglas Buxton                                   | australischer Segler                                                                                            | 67    |       |
| 4. Juli  | Wolfgang Görg                                    | deutscher Fotograf mit eigenem Ansichtskartenverlag                                                             | 73    |       |
| 4. Juli  | Franz Hillebrand                                 | deutscher Politiker (CDU), MdL                                                                                  | 66    |       |
| 4. Juli  | Jimmie Spheeris                                  | US-amerikanischer Sänger-Songwriter                                                                             | 34    |       |
| 4. Juli  | Werner Stephan                                   | deutscher Politiker                                                                                             | 88    |       |
| 4. Juli  | Konrad Stöhr                                     | deutscher Politiker                                                                                             | 90    |       |
| 5. Juli  | Don Elliott                                      | US-amerikanischer Jazzmusiker                                                                                   | 57    |       |
| 05. Juli | Ludy Langer                                      | US-amerikanischer Schwimmer                                                                                     | 91    |       |
| 5. Juli  | Paul Ottar Satre                                 | US-amerikanischer Nordischer Kombinierer                                                                        | 75    |       |
| 5. Juli  | Albert Fredrich Schwartz                         | deutscher Arbeitseinsatzführer im KZ Buchenwald                                                                 | 79    |       |
| 6. Juli  | Henricus Jacobus Charles Tendeloo                | niederländischer Chemiker                                                                                       | 87    |       |
| 6. Juli  | Mina Wylie                                       | australische Schwimmerin                                                                                        | 93    |       |
| 7. Juli  | Brassaï                                          | französischer Fotograf                                                                                          | 84    |       |
| 07. Juli | Jón Halldórsson                                  | isländischer Leichtathlet                                                                                       | 94    |       |
| 7. Juli  | Elba de Pádua Lima                               | brasilianischer Fußballspieler und -trainer                                                                     | 69    |       |
| 7. Juli  | Ernst Neef                                       | deutscher Geograph                                                                                              | 76    |       |
| 7. Juli  | Ștefan Onisie                                    | rumänischer Fußballspieler und -trainer                                                                         | 58    |       |
| 7. Juli  | George Oppen                                     | US-amerikanischer Dichter und Autor                                                                             | 76    |       |
| 7. Juli  | Flora Robson                                     | britische Schauspielerin                                                                                        | 82    |       |
| 7. Juli  | Rudi Schmitt                                     | deutscher Schauspieler bei Bühne, Film und Fernsehen                                                            | 70    |       |
| 7. Juli  | Franz Wever                                      | deutscher Physiker und Werkstoffwissenschaftler                                                                 | 91    |       |
| 8. Juli  | Franz Fühmann                                    | deutscher Schriftsteller                                                                                        | 62    |       |
| 8. Juli  | Hugo Geiger                                      | deutscher Politiker (CSU), MdL, MdB, MdEP                                                                       | 83    |       |
| 8. Juli  | Johannes Obleitner                               | österreichischer Bildhauer und Maler                                                                            | 91    |       |
| 8. Juli  | José Quintero Parra                              | venezolanischer Geistlicher, Erzbischof von Caracas und Kardinal                                                | 81    |       |
| 8. Juli  | Reginald Stewart                                 | kanadischer Dirigent, Pianist und Musikpädagoge                                                                 | 84    |       |
| 9. Juli  | Fritz Ehrhoff                                    | deutscher Politiker (SPD), MdL                                                                                  | 73    |       |
| 9. Juli  | Peter Hurd                                       | US-amerikanischer Maler, Druckgrafiker und Illustrator                                                          | 80    |       |
| 9. Juli  | Hans Jacobson                                    | schwedischer moderner Fünfkämpfer und Degenfechter, Olympiasieger                                               | 37    |       |
| 9. Juli  | Martin Schempp                                   | deutscher Segelflugzeug-Pionier                                                                                 | 79    |       |
| 9. Juli  | Hans Sedlmayr                                    | österreichischer Kunsthistoriker                                                                                | 88    |       |
| 9. Juli  | Randall Thompson                                 | US-amerikanischer Komponist                                                                                     | 85    |       |
| 10. Juli | Wladimir Alexandrowitsch Engelhardt              | russischer Biochemiker                                                                                          | 89    |       |
| 10. Juli | Anton Hackl                                      | deutscher Major und Jagdflieger im Zweiten Weltkrieg                                                            | 69    |       |
| 10. Juli | Andreas Jawlensky                                | deutsch-russischer Maler                                                                                        | 82    |       |
| 10. Juli | Ludwig Kiehn                                     | deutscher Erziehungswissenschaftler                                                                             | 81    |       |
| 10. Juli | Gary Knoke                                       | australischer Hürdenläufer und Sprinter                                                                         | 42    |       |
| 10. Juli | Thierry                                          | deutscher Schriftsteller, Kabarettist und Hörfunkmoderator                                                      |       |       |
| 11. Juli | Karel Mengelberg                                 | niederländischer Komponist, Dirigent und Musikschriftsteller                                                    | 81    |       |
| 11. Juli | Jack Murphy                                      | irischer Politiker                                                                                              |       |       |
| 11. Juli | Rosemarie Ostwald                                | österreichisch-amerikanische Biochemikerin, Ernährungswissenschaftlerin und Hochschullehrerin                   | 69    |       |
| 11. Juli | Raymond Patriarca                                | US-amerikanischer Gangster                                                                                      | 76    |       |
| 11. Juli | Eberhard Zwirner                                 | deutscher Mediziner und Phonetiker                                                                              | 84    |       |
| 12. Juli | Otto Basler                                      | Schweizer Literaturkritiker                                                                                     | 81    |       |
| 12. Juli | Hannes Flesner                                   | deutscher Musik-Journalist, Liedtexter und ostfriesischer Liedermacher                                          | 55    |       |
| 12. Juli | Franz Gurk                                       | deutscher Politiker (CDU), MdL                                                                                  | 86    |       |
| 12. Juli | Leon Kasman                                      | polnischer Politiker, Mitglied des Sejm (PZPR), Staatssekretär, Chefredakteur                                   | 78    |       |
| 12. Juli | Kurt Luedde-Neurath                              | deutscher Diplomat                                                                                              | 73    |       |
| 12. Juli | Gottlieb Lüscher                                 | Schweizer Lebensmitteltechnologe                                                                                | 87    |       |
| 12. Juli | Fritz Schmidt-Clausing                           | deutscher Theologe                                                                                              | 81    |       |
| 12. Juli | Omer Smet                                        | belgischer Hürdenläufer und Sprinter                                                                            | 93    |       |
| 12. Juli | Emil Vierlinger                                  | bayerischer Volkssänger und Hörfunkmoderator                                                                    | 74    |       |
| 13. Juli | Werner Abegg                                     | Schweizer Textilindustrieller, Kunstsammler, Mäzen und Stifter der Abegg-Stiftung                               | 80    |       |
| 13. Juli | Wolfgang Berg                                    | deutsch-britisch-schweizerischer Physiker                                                                       | 76    |       |
| 13. Juli | John Davis                                       | US-amerikanischer Gewichtheber                                                                                  | 63    |       |
| 13. Juli | Fritz Viering                                    | deutscher evangelisch-reformierter Theologe                                                                     | 73    |       |
| 14. Juli | Robert John Fleming                              | US-amerikanischer Armeeoffizier und Gouverneur der Panamakanalzone                                              | 71    |       |
| 14. Juli | Siegfried Köhler                                 | deutscher Komponist                                                                                             | 57    |       |
| 14. Juli | Léon Mart                                        | luxemburgischer Fußballspieler                                                                                  | 69    |       |
| 14. Juli | Ernest Tidyman                                   | US-amerikanischer Schriftsteller und Drehbuchautor                                                              | 56    |       |
| 15. Juli | Horst Limper                                     | deutscher Politiker (CDU)                                                                                       | 59    |       |
| 15. Juli | Magdalena Montezuma                              | deutsche Schauspielerin und Szenenbildnerin                                                                     |       |       |
| 15. Juli | Walter Peter                                     | deutscher Bildhauer und Grafiker                                                                                | 83    |       |
| 15. Juli | Joachim Sattler                                  | deutscher Opernsänger (Tenor)                                                                                   | 84    |       |
| 15. Juli | Karl Wolff                                       | deutscher Offizier der SS, Chef des „Persönlichen Stabes Reichsführer SS“, höchster Polizei- und SS-Führer i... | 84    |       |
| 16. Juli | Camille Bernard                                  | kanadische Sängerin, Lehrerin und Schauspielerin                                                                | 86    |       |
| 16. Juli | Walter Laufer                                    | US-amerikanischer Schwimmer                                                                                     | 78    |       |
| 17. Juli | Dudley Allenby, 2. Viscount Allenby              | britischer Adliger, Politiker und Militär                                                                       | 81    |       |
| 17. Juli | Maximilian Braun                                 | deutscher Slawist, Übersetzer und Autor                                                                         | 81    |       |
| 17. Juli | Gerhard Erren                                    | deutscher Nationalsozialist und Gebietskommissar                                                                | 83    |       |
| 17. Juli | Siegfried Perrey                                 | deutscher Handballspieler und Sportfunktionär                                                                   | 69    |       |
| 17. Juli | Arrigo Polillo                                   | italienischer Jazz-Autor und Jazz-Journalist                                                                    | 65    |       |
| 17. Juli | Wiktor Szeliński                                 | polnischer Teilnehmer am Warschauer Aufstand                                                                    | 63    |       |
| 17. Juli | Klaus Wachsmann                                  | deutsch-britischer Musikethnologe                                                                               | 77    |       |
| 18. Juli | Wilhelm Bader                                    | deutscher Pionier der Netzwerksynthese                                                                          | 83    |       |
| 18. Juli | Dezső Frigyes                                    | ungarischer Boxer                                                                                               | 70    |       |
| 18. Juli | Remigio Del Grosso                               | italienischer Drehbuchautor und Dokumentarfilmer                                                                | 72    |       |
| 18. Juli | Erich Hermann                                    | deutscher Humorist, Parodist, Sänger, Volksschauspieler                                                         | 73    |       |
| 18. Juli | Bernard Joy                                      | englischer Fußballspieler, Journalist und Lehrer                                                                | 72    |       |
| 18. Juli | Karl Knauf                                       | deutscher Unternehmer                                                                                           | 75    |       |
| 18. Juli | Heinz Kreißig                                    | deutscher Althistoriker                                                                                         | 62    |       |
| 18. Juli | Grigori Kromanov                                 | estnischer Theater- und Filmregisseur                                                                           | 58    |       |
| 18. Juli | Margarete Kubicka                                | deutsche Künstlerin                                                                                             | 93    |       |
| 18. Juli | Marcel Mérigonde                                 | französischer Politiker, Mitglied der Nationalversammlung                                                       | 74    |       |
| 19. Juli | Ernesto Famá                                     | argentinischer Tangosänger und -komponist                                                                       | 75    |       |
| 19. Juli | Rodolfo Lesica                                   | argentinischer Musiker                                                                                          | 55    |       |
| 19. Juli | Wolfgang Pickert                                 | deutscher Offizier, zuletzt General der Flakartillerie der Luftwaffe im Zweiten Weltkrieg                       | 87    |       |
| 19. Juli | Faina Georgijewna Ranewskaja                     | sowjetische Schauspielerin                                                                                      | 87    |       |
| 19. Juli | Gabriele Stock-Schmilinsky                       | deutsche Malerin und Kunstschulleiterin                                                                         | 80    |       |
| 19. Juli | Harry Stockwell                                  | US-amerikanischer Schauspieler                                                                                  | 82    |       |
| 19. Juli | Marko Tajčević                                   | jugoslawischer Komponist                                                                                        | 84    |       |
| 19. Juli | John Vaizey, Baron Vaizey                        | britischer Autor und auf Erziehung spezialisierter Ökonom                                                       | 54    |       |
| 19. Juli | Jürgen Wegener                                   | deutscher Maler                                                                                                 | 82    |       |
| 20. Juli | Peter Bloch                                      | deutscher Politiker (CDU), MdV                                                                                  | 84    |       |
| 20. Juli | Adelmo Bulgarelli                                | italienischer Ringer                                                                                            | 52    |       |
| 20. Juli | Gabriel Andrew Dirac                             | ungarisch-britischer Mathematiker                                                                               | 59    |       |
| 20. Juli | Jim Fixx                                         | US-amerikanischer Läufer und Sachbuchautor                                                                      | 52    |       |
| 20. Juli | Fritz Gysling                                    | Schweizer Sprachwissenschafter                                                                                  | 88    |       |
| 20. Juli | Gail Kubik                                       | US-amerikanischer Komponist, Geiger und Musikpädagoge                                                           | 69    |       |
| 20. Juli | Marko Ristić                                     | jugoslawischer Schriftsteller                                                                                   | 82    |       |
| 21. Juli | Felix Augenfeld                                  | österreichisch-US-amerikanischer Architekt, Innenarchitekt, Bühnenbildner und Designer                          | 91    |       |
| 21. Juli | Evelio Díaz Cía                                  | kubanischer Geistlicher und Erzbischof von San Cristóbal de la Habana                                           | 82    |       |
| 21. Juli | Elizabeth P. Farrington                          | US-amerikanische Politikerin                                                                                    | 86    |       |
| 21. Juli | Jack Gaylord                                     | US-amerikanischer Filmtechniker und Spezialeffektkünstler                                                       | 88    |       |
| 21. Juli | Elwin Romnes                                     | US-amerikanischer Eishockeyspieler                                                                              | 75    |       |
| 21. Juli | Karl Georg Saebisch                              | deutscher Theater-, Film- und Fernsehdarsteller                                                                 | 80    |       |
| 21. Juli | Vincenzo Vitale                                  | italienischer Pianist und Musikpädagoge                                                                         | 75    |       |
| 21. Juli | Charles H. Wilson                                | US-amerikanischer Politiker                                                                                     | 67    |       |
| 22. Juli | Heinrich Kohl                                    | deutscher Jurist, Pilot und Politiker (FDP), MdL                                                                | 71    |       |
| 22. Juli | Kurt Schiegl                                     | österreichischer Boxer und Schauspieler                                                                         | 59    |       |
| 23. Juli | Andrej Barčák                                    | tschechoslowakischer Politiker und Minister                                                                     | 64    |       |
| 23. Juli | Achiel Buysse                                    | belgischer Radrennfahrer                                                                                        | 65    |       |
| 23. Juli | Lloyd Gough                                      | US-amerikanischer Schauspieler                                                                                  | 76    |       |
| 23. Juli | Carl Linné                                       | deutscher Politiker (SPD) und Mitglied der Bremischen Bürgerschaft                                              | 89    |       |
| 23. Juli | Edwin D. McKee                                   | US-amerikanischer Naturforscher, Geologe und Sedimentologe                                                      | 77    |       |
| 23. Juli | Ämilian Zotz                                     | österreichischer Stuckateur                                                                                     | 76    |       |
| 24. Juli | Richard Angst                                    | Schweizer Kameramann                                                                                            | 79    |       |
| 24. Juli | Frank Butler                                     | US-amerikanischer Jazzschlagzeuger                                                                              | 56    |       |
| 24. Juli | Bob Heinz                                        | deutscher Comiczeichner und -autor                                                                              | 61    |       |
| 24. Juli | Theodor Klauser                                  | deutscher katholischer Theologe, Liturgiehistoriker, Kirchenhistoriker und Christlicher Archäologe              | 90    |       |
| 24. Juli | José Mauro de Vasconcelos                        | brasilianischer Autor                                                                                           | 64    |       |
| 24. Juli | Karl Schubert                                    | deutscher Verwaltungsjurist                                                                                     | 81    |       |
| 25. Juli | Paul Dätwyler                                    | Schweizer Ringer und Schwinger                                                                                  | 68    |       |
| 25. Juli | Paul Franke                                      | deutscher Verleger                                                                                              | 102   |       |
| 25. Juli | Bryan Hextall senior                             | kanadischer Eishockeyspieler und -trainer                                                                       | 70    |       |
| 25. Juli | Akihiko Hirata                                   | japanischer Schauspieler                                                                                        | 56    |       |
| 25. Juli | Manfred Inger                                    | österreichischer Schauspieler und Kabarettist                                                                   | 77    |       |
| 25. Juli | Uladsimir Karatkewitsch                          | weißrussischer Schriftsteller und Dichter                                                                       | 53    |       |
| 25. Juli | Wladimir Michailowitsch Korezki                  | ukrainisch-sowjetischer Jurist                                                                                  | 94    |       |
| 25. Juli | George Renwick                                   | britischer Sprinter                                                                                             | 82    |       |
| 25. Juli | Big Mama Thornton                                | US-amerikanische Bluessängerin, Songwriterin und Mundharmonikaspielerin                                         | 57    |       |
| 26. Juli | Walter Bredendiek                                | deutscher Theologe und Funktionär der DDR-CDU                                                                   | 58    |       |
| 26. Juli | Donald Erskine, 16. Earl of Buchan               | britischer Peer und Politiker                                                                                   | 85    |       |
| 26. Juli | George Gallup                                    | amerikanischer Pionier der Markt- und Meinungsforschung                                                         | 82    |       |
| 26. Juli | Ed Gein                                          | US-amerikanischer Mörder                                                                                        | 77    |       |
| 26. Juli | Willi-Peter Konzok                               | deutscher Politiker (LDPD), MdV, Präsidiumsmitglied der Volkskammer                                             | 82    |       |
| 26. Juli | Irene de Noiret                                  | ungarisch-deutsche Kabarettistin und Chansonsängerin                                                            | 88    |       |
| 26. Juli | Fritz Sonnleitner                                | deutscher Violinist und Konzertmeister                                                                          | 64    |       |
| 27. Juli | Adolf Dabelow                                    | deutscher Anatom und Professor für Medizin                                                                      | 85    |       |
| 27. Juli | C. L. Franklin                                   | US-amerikanischer Theologe und Bürgerrechtler                                                                   | 69    |       |
| 27. Juli | Laurence Jackson                                 | schottischer Curler                                                                                             | 83    |       |
| 27. Juli | Anton Kiesselbach                                | deutscher Anatom und Hochschullehrer                                                                            | 77    |       |
| 27. Juli | James Mason                                      | englischer Filmschauspieler                                                                                     | 75    |       |
| 27. Juli | Igor Witaljewitsch Sawizki                       | sowjetischer Maler, Archäologe und Sammler, vor allem der Avantgarde-Kunst                                      | 68    |       |
| 27. Juli | Max Schirmer                                     | deutscher Aerodynamiker                                                                                         | 87    |       |
| 27. Juli | Luitpold Steidle                                 | deutscher Offizier, Politiker (CDU), MdV und Oberbürgermeister                                                  | 86    |       |
| 27. Juli | Jan Zurzycki                                     | polnischer Botaniker                                                                                            | 59    |       |
| 28. Juli | Jim Bannon                                       | US-amerikanischer Schauspieler und Radiomoderator                                                               | 73    |       |
| 28. Juli | Alick Buchanan-Smith, Baron Balerno              | britischer Politiker und Offizier                                                                               | 85    |       |
| 28. Juli | Bess Flowers                                     | US-amerikanische Filmschauspielerin                                                                             | 85    |       |
| 28. Juli | Hans Schott-Schöbinger                           | österreichischer Schauspieler und Filmregisseur                                                                 | 82    |       |
| 28. Juli | Edward Walter                                    | deutscher Mathematiker, Hochschullehrer und Sachbuchautor                                                       | 59    |       |
| 29. Juli | Hanne Brinkmann                                  | deutsche Schauspielerin                                                                                         | 88    |       |
| 29. Juli | Lorenz Fehenberger                               | deutscher Opernsänger (Tenor)                                                                                   | 71    |       |
| 29. Juli | Wolfgang Lange                                   | deutscher Philologe, Mediävist                                                                                  | 69    |       |
| 29. Juli | César Luís                                       | portugiesischer Radrennfahrer                                                                                   | 72    |       |
| 29. Juli | Woodrow Parfrey                                  | US-amerikanischer Schauspieler                                                                                  | 61    |       |
| 29. Juli | Ewald Rohlfs                                     | deutscher Testpilot                                                                                             | 73    |       |
| 29. Juli | Katta Sterna                                     | deutsche Schauspielerin und Tänzerin                                                                            | 86    |       |
| 29. Juli | Fred Waring                                      | US-amerikanischer Musiker                                                                                       | 84    |       |
| 30. Juli | Hermann Eicher                                   | deutscher Jurist und Politiker (FDP), MdL                                                                       | 73    |       |
| 30. Juli | Andrea Esterhazy                                 | österreichisch-ungarischer Schauspieler                                                                         | 70    |       |
| 30. Juli | Kawaguchi Akitsugu                               | japanischer Mathematiker                                                                                        | 82    |       |
| 30. Juli | Kon Hidemi                                       | japanischer Schriftsteller                                                                                      | 80    |       |
| 30. Juli | Ágnes Rózsa                                      | ungarische, rumänische Schriftstellerin                                                                         | 73    |       |
| 30. Juli | Fritz Sänger                                     | deutscher Journalist und Politiker (SPD), MdL, MdB                                                              | 82    |       |
| 30. Juli | Klaus Schäfer                                    | deutscher Chemiker                                                                                              | 73    |       |
| 31. Juli | Heinrich Althans                                 | deutscher Landrat des Kreises Paderborn (1939–1945)                                                             | 79    |       |
| 31. Juli | Julius H. Comroe                                 | US-amerikanischer Physiologe                                                                                    | 73    |       |
| 31. Juli | Ulrich Kottenrodt                                | deutscher Bildhauer                                                                                             | 78    |       |
| 31. Juli | Gopi Krishna                                     | indischer Yogi, Mystiker, Gelehrter und Autor                                                                   |       |       |
| 31. Juli | Paul Le Flem                                     | französischer Komponist                                                                                         | 103   |       |
| 31. Juli | Joseph Carlton Loser                             | US-amerikanischer Politiker                                                                                     | 91    |       |
| 31. Juli | Eitel-Friedrich Roediger Freiherr von Manteuffel | deutscher Offizier, zuletzt Generalmajor der Luftwaffe im Zweiten Weltkrieg                                     | 88    |       |
| 31. Juli | Philip Van Doren Stern                           | US-amerikanischer Autor und Historiker                                                                          | 83    |       |
| Juli     | Zeno Meloni                                      | italienischer Maler und Ingenieur                                                                               | 72    |       |
| Juli     | Georgie Pace                                     | US-amerikanischer Boxer                                                                                         | 69    |       |
| Juli     | Fritz Schmalenbach                               | deutscher Kunsthistoriker                                                                                       |       |       |
| Juli     | Irene Seiler                                     | deutsche Fotografin und NS-Opfer                                                                                | 74    |       |

## August
| Tag        | Name                              | Beruf, bekannt als                                                                                         | Alter | Beleg |
| ---------- | --------------------------------- | --- | ----- | ----- |
| 1. August  | Richard Büchner                   | deutsch-schweizerischer Nationalökonom und Finanzwissenschaftler                                           | 85    |       |
| 1. August  | Walter Ewig                       | deutscher Heimatforscher und Standesbeamter                                                                | 86    |       |
| 1. August  | Hjalmar Frisk                     | schwedischer Sprachwissenschaftler, Sprachforscher und Indogermanist                                       | 83    |       |
| 1. August  | Peter Fröhlich                    | deutscher Politiker (KPD, SPD) und Mundartautor                                                            | 83    |       |
| 1. August  | Josef Polatschek                  | österreichischer Heimatforscher                                                                            | 73    |       |
| 1. August  | Hans Wittich                      | deutscher Mathematiker                                                                                     | 73    |       |
| 2. August  | Niyazi Hacıbəyov                  | aserbaidschanischer Dirigent                                                                               | 71    |       |
| 2. August  | Hans Kolfschoten                  | niederländischer Politiker                                                                                 | 80    |       |
| 2. August  | Jean-Pierre Kuhn                  | luxemburgischer Radrennfahrer                                                                              | 81    |       |
| 3. August  | Werner Haarnagel                  | deutscher Archäologe                                                                                       | 76    |       |
| 3. August  | Max Matheis                       | deutscher Schriftsteller                                                                                   | 90    |       |
| 3. August  | Alfredo Medori                    | italienischer Filmregisseur und Drehbuchautor                                                              | 60    |       |
| 3. August  | Carl D. Perkins                   | US-amerikanischer Politiker                                                                                | 71    |       |
| 3. August  | Josef Stadler                     | deutscher Politiker (SED)                                                                                  | 78    |       |
| 3. August  | Wladimir Fjodorowitsch Tendrjakow | russischer Schriftsteller                                                                                  | 60    |       |
| 4. August  | Donald Johnston                   | US-amerikanischer Ruderer                                                                                  | 84    |       |
| 4. August  | Hellmut Maneval                   | deutscher Fußballspieler                                                                                   | 85    |       |
| 4. August  | Julián Mendoza Guerrero           | kolumbianischer römisch-katholischer Geistlicher                                                           | 70    |       |
| 4. August  | Mary Miles Minter                 | US-amerikanische Stummfilmschauspielerin                                                                   | 82    |       |
| 4. August  | Babe Russin                       | US-amerikanischer Jazz-Saxophonist                                                                         | 73    |       |
| 4. August  | Georg Wildführ                    | deutscher Mikrobiologe und Hygieniker                                                                      | 79    |       |
| 5. August  | Richard Burton                    | britischer Schauspieler                                                                                    | 58    |       |
| 5. August  | Ernst Friesenhahn                 | deutscher Staatsrechtler                                                                                   | 82    |       |
| 5. August  | Rudolf Hagelstange                | deutscher Schriftsteller                                                                                   | 72    |       |
| 5. August  | Erich von der Heyde               | deutscher Agrarwissenschaftler und Angeklagter während der Nürnberger Prozesse                             | 84    |       |
| 5. August  | Roland Kibbee                     | US-amerikanischer Drehbuchautor und Produzent                                                              | 70    |       |
| 5. August  | Johann Radfux                     | österreichischer Politiker (SPÖ)                                                                           | 82    |       |
| 5. August  | Robert Ricard                     | französischer Historiker, Romanist und Hispanist                                                           |       |       |
| 5. August  | Gertrud Savelsberg                | deutsche Sozialwissenschaftlerin und Bibliothekarin                                                        | 85    |       |
| 5. August  | Otto zu Stolberg-Wernigerode      | deutscher Historiker                                                                                       | 91    |       |
| 5. August  | Hertha Thiele                     | deutsche Schauspielerin                                                                                    | 76    |       |
| 5. August  | Tuts Washington                   | US-amerikanischer Blues-Pianist                                                                            | 77    |       |
| 6. August  | Fernand Tavano                    | französischer Automobilrennfahrer                                                                          | 51    |       |
| 6. August  | Joe Thomas                        | US-amerikanischer Jazzmusiker                                                                              | 75    |       |
| 7. August  | Ann Christy                       | belgische Sängerin und Musicaldarstellerin                                                                 | 38    |       |
| 7. August  | Harmonica Frank                   | US-amerikanischer Bluessänger, -gitarrist und -harmonikaspieler                                            | 75    |       |
| 7. August  | Alister McMullin                  | australischer Politiker (Liberal Party), Senatspräsident                                                   | 84    |       |
| 7. August  | Esther Phillips                   | US-amerikanische Sängerin                                                                                  | 48    |       |
| 7. August  | Martin Ritzmann                   | deutscher Opernsänger (Tenor)                                                                              | 65    |       |
| 8. August  | Richard Deacon                    | US-amerikanischer Film- und Fernsehschauspieler                                                            | 62    |       |
| 8. August  | Alexander Dordett                 | römisch-katholischer Geistlicher und Theologe, Professor für Kirchenrecht                                  | 67    |       |
| 8. August  | Werner Otto von Hentig            | deutscher Diplomat                                                                                         | 98    |       |
| 8. August  | Denis Johnston                    | irischer Dramatiker und Schriftsteller                                                                     | 83    |       |
| 8. August  | Heinz Werner Ketzer               | deutscher Geistlicher, Kölner Dompropst                                                                    | 69    |       |
| 8. August  | Vladimír Pachman                  | tschechischer Großmeister für Schachkomposition                                                            | 66    |       |
| 8. August  | Wilhelm Rieder                    | deutscher Chirurg und Hochschullehrer                                                                      | 91    |       |
| 8. August  | Walter Tevis                      | US-amerikanischer Schriftsteller                                                                           | 56    |       |
| 9. August  | Arnold Schulte                    | deutscher Geistlicher und Religionspädagoge                                                                | 78    |       |
| 9. August  | Adolf Thormählen                  | deutscher Landwirt und Politiker (NSDAP), MdR                                                              | 92    |       |
| 9. August  | Carl Welkisch                     | deutscher Geistheiler und Mystiker                                                                         | 95    |       |
| 9. August  | Heinrich Wolf                     | deutscher Politiker (CDU), MdL                                                                             | 74    |       |
| 10. August | Hermann Gruber                    | österreichischer Landwirt und Politiker (ÖVP), Landtagsabgeordneter                                        | 84    |       |
| 10. August | Ludwig Popper                     | österreichischer Mediziner                                                                                 | 80    |       |
| 11. August | Marcel Balsa                      | französischer Automobilrennfahrer                                                                          | 75    |       |
| 11. August | Leonard Blumenthal                | US-amerikanischer Mathematiker                                                                             | 83    |       |
| 11. August | Fred Faller                       | US-amerikanischer Leichtathlet                                                                             | 89    |       |
| 11. August | Rudolf Johns                      | deutscher Wirtschaftswissenschaftler                                                                       | 84    |       |
| 11. August | Li Weihan                         | chinesischer Politiker                                                                                     | 88    |       |
| 11. August | Percy Mayfield                    | US-amerikanischer Rhythm-and-Blues-Musiker                                                                 | 63    |       |
| 11. August | Paul Felix Schmidt                | deutsch-baltischer Schachmeister                                                                           | 67    |       |
| 11. August | Gerhard Schmitz                   | deutscher Strömungsmechaniker                                                                              | 76    |       |
| 12. August | Lenny Breau                       | kanadischer Gitarrist des Modern Jazz                                                                      | 43    |       |
| 12. August | Josef Wilhelm Hauser              | deutscher Politiker (CDU), MdL                                                                             | 38    |       |
| 12. August | Mykolas Karka                     | litauischer Dirigent und Komponist, Gründer von Musiktheater Panevėžys                                     | 91    |       |
| 12. August | Wolf Neumeister                   | deutscher Schriftsteller und Drehbuchautor                                                                 | 87    |       |
| 12. August | Arild Sandvold                    | norwegischer Komponist und Organist                                                                        | 89    |       |
| 12. August | Gottfried Schäffer                | deutscher Apotheker, Stadtrat sowie Kreis- und später Stadtheimatpfleger Passaus                           | 57    |       |
| 13. August | Clyde Cook                        | australischer Schauspieler, Komiker, Filmregisseur und Autor                                               | 92    |       |
| 13. August | Iwan Sasonowitsch Kolesnitschenko | russischer Militär und Politiker                                                                           | 77    |       |
| 13. August | Alberto Lupo                      | italienischer Schauspieler                                                                                 | 59    |       |
| 13. August | William H. Nicholas               | US-amerikanischer Politiker                                                                                | 91    |       |
| 13. August | Tigran Petrosjan                  | armenisch-sowjetischer Schach-Großmeister                                                                  | 55    |       |
| 13. August | Stefan Weiß                       | österreichischer Filmkomponist, Liedtexter und Schlagerkomponist                                           | 84    |       |
| 14. August | Wolfgang Bäseler                  | deutscher Eisenbahningenieur                                                                               | 95    |       |
| 14. August | Daniel J. Bloomberg               | US-amerikanischer Film- und Tontechniker                                                                   | 79    |       |
| 14. August | Clas Haraldsson                   | schwedischer Skilangläufer und Nordischer Kombinierer                                                      | 61    |       |
| 14. August | John Boynton Priestley            | britischer Schriftsteller                                                                                  | 89    |       |
| 15. August | Wilhelm Burandt                   | deutscher Beamter und Regierungspräsident in Düsseldorf                                                    | 86    |       |
| 15. August | Walter Del-Negro                  | österreichischer Philosoph und Geologe                                                                     | 86    |       |
| 15. August | Siegfried Eggebrecht              | deutscher evangelischer Geistlicher                                                                        | 98    |       |
| 15. August | Arnold Herdlitczka                | österreichischer Rechtswissenschaftler                                                                     | 88    |       |
| 15. August | Norman Petty                      | US-amerikanischer Musiker, Komponist und Produzent                                                         | 57    |       |
| 15. August | Herbert Spangenberg               | deutscher Maler der Verschollenen Generation                                                               | 76    |       |
| 15. August | Ruth Underhill                    | US-amerikanische Anthropologin und Autorin                                                                 | 100   |       |
| 16. August | Rudolf Hämmerle                   | österreichischer Textilingenieur, Industrieller und Politiker (ÖVP), Abgeordneter zum Nationalrat          | 80    |       |
| 16. August | György Kósa                       | ungarischer Komponist                                                                                      | 87    |       |
| 16. August | Dušan Radović                     | serbischer Schriftsteller                                                                                  | 61    |       |
| 17. August | Arvo Niemelä                      | finnischer Ringer                                                                                          | 75    |       |
| 17. August | Hammie Nixon                      | US-amerikanischer Blues-Musiker                                                                            | 76    |       |
| 18. August | Ulrich Baumgartner                | österreichischer Kulturmanager und Regisseur                                                               | 66    |       |
| 18. August | Oskar Hagemann                    | deutscher Maler                                                                                            | 95    |       |
| 18. August | Emil Hantl                        | deutscher Sanitäter, Mitglied der Lagermannschaft des nationalsozialistischen Vernichtungslagers Auschwitz | 81    |       |
| 18. August | Lisl Tirsch-Kastner               | deutsch-österreichische Schauspielerin und Sängerin                                                        | 90    |       |
| 18. August | Jolantha Waghalter                | deutsch-peruanische Geigerin                                                                               | 72    |       |
| 19. August | Louis Lansana Béavogui            | guineischer Politiker, Premierminister von Guinea                                                          | 60    |       |
| 19. August | Marianne Beth                     | US-amerikanische Rechtswissenschaftlerin, Soziologin und Frauenrechtlerin österreichischer Herkunft        | 94    |       |
| 19. August | Rudolf Hirsch                     | österreichischer Politiker (ÖVP), Landtagsabgeordneter                                                     | 80    |       |
| 19. August | Lewan Alexejewitsch Kaljajew      | sowjetischer Sprinter                                                                                      | 55    |       |
| 19. August | Fritz Kranz                       | deutscher Schauspieler, Theaterregisseur und Theaterintendant                                              | 87    |       |
| 19. August | George Meeker                     | US-amerikanischer Schauspieler                                                                             | 80    |       |
| 19. August | Don Newton                        | US-amerikanischer Comiczeichner                                                                            | 49    |       |
| 19. August | Werner Peiner                     | deutscher Maler                                                                                            | 87    |       |
| 19. August | Hugo Voß                          | deutscher Politiker (SPD), MdL                                                                             | 83    |       |
| 20. August | Heinrich Austermann               | deutscher Politiker (CDU) und Oberstadtdirektor von Münster (Westfalen)                                    | 75    |       |
| 20. August | Ted W. Brown                      | US-amerikanischer Politiker                                                                                | 78    |       |
| 20. August | Hermann Röver                     | deutscher Kunsthistoriker und Denkmalpfleger                                                               | 90    |       |
| 21. August | Maria Murban                      | österreichische Politikerin                                                                                | 85    |       |
| 21. August | Wolfgang Schleif                  | deutscher Filmeditor, Filmregisseur und Drehbuchautor                                                      | 72    |       |
| 21. August | Ewald Sprave                      | deutscher Kommunalpolitiker (SPD)                                                                          | 81    |       |
| 21. August | Karl Strobl                       | österreichischer Priester und Begründer der Hochschulseelsorge                                             | 76    |       |
| 22. August | Andrés Alencastre Gutiérrez       | peruanischer Großgrundbesitzer (Hacendado), Dichter und Dramaturg                                          |       |       |
| 22. August | Beat von Fischer                  | Schweizer Diplomat                                                                                         | 83    |       |
| 22. August | Franz Krause                      | deutscher Jurist und Komponist                                                                             | 95    |       |
| 22. August | Hermann Kropatschek               | deutscher Komponist und Kapellmeister                                                                      | 60    |       |
| 22. August | Freddie Steele                    | US-amerikanischer Boxer                                                                                    | 71    |       |
| 22. August | Walter Supper                     | deutscher Architekt und Orgelsachverständiger                                                              | 75    |       |
| 22. August | Philipp Zeitler                   | deutscher Jurist und Kommunalbeamter                                                                       | 83    |       |
| 23. August | Zeno Bucher                       | Schweizer Philosoph                                                                                        | 76    |       |
| 23. August | Heribert Fischer-Geising          | deutscher Maler und Zeichner                                                                               | 88    |       |
| 23. August | Norbert Kappen                    | deutscher Schauspieler und Hörspielsprecher                                                                | 56    |       |
| 23. August | Antonio Maida                     | argentinischer Tangosänger                                                                                 | 71    |       |
| 24. August | John Johnsen                      | norwegischer Schwimmer                                                                                     | 92    |       |
| 24. August | Franz Neudorfer                   | österreichischer Politiker (ÖVP), Abgeordneter zum Nationalrat                                             | 64    |       |
| 25. August | Jacques Besson                    | Schweizer Radrennfahrer                                                                                    | 66    |       |
| 25. August | Truman Capote                     | US-amerikanischer Schriftsteller                                                                           | 59    |       |
| 25. August | Rudolf Harms                      | deutscher Schriftsteller                                                                                   | 83    |       |
| 25. August | Waite Hoyt                        | US-amerikanischer Baseballspieler                                                                          | 84    |       |
| 25. August | Karl-Heinz Ilting                 | deutscher Philosoph und Hochschullehrer                                                                    | 59    |       |
| 25. August | Reinhard Suhren                   | deutscher Marineoffizier, U-Boot-Kommandant im Zweiten Weltkrieg                                           | 68    |       |
| 25. August | Wiktor Iwanowitsch Tschukarin     | sowjetischer Kunstturner                                                                                   | 62    |       |
| 26. August | Leonard Robert Palmer             | britischer Indogermanist und Vergleichender Sprachwissenschaftler                                          | 78    |       |
| 26. August | Lawrence Shehan                   | US-amerikanischer Geistlicher, Erzbischof von Baltimore und Kardinal der römisch-katholischen Kirche       | 86    |       |
| 26. August | Hans Tügel                        | deutscher Schauspieler, Regisseur, Hörspielsprecher und Autor                                              | 90    |       |
| 27. August | August Bruse                      | deutscher Politiker (SPD), MdB                                                                             | 80    |       |
| 27. August | İhsan Şeref Dura                  | türkischer Generalleutnant und Politiker                                                                   |       |       |
| 28. August | Corrado Annicelli                 | italienischer Schauspieler                                                                                 | 78    |       |
| 28. August | Herbert Ebersbach                 | deutscher Maler                                                                                            | 81    |       |
| 28. August | Ludwig Hopfner                    | deutscher Verwaltungsjurist                                                                                | 76    |       |
| 28. August | Hildegard Lamfrom                 | US-amerikanische Molekularbiologin                                                                         |       |       |
| 28. August | Muhammad Nagib                    | ägyptischer Generalmajor und Politiker                                                                     | 83    |       |
| 28. August | Wilhelmine Siefkes                | deutsche Schriftstellerin in niederdeutscher Sprache                                                       | 94    |       |
| 28. August | Charles Speroni                   | US-amerikanischer Romanist und Italianist italienischer Herkunft                                           | 72    |       |
| 29. August | Rut Berglund                      | schwedische Opern- und Konzertsängerin der Stimmlagen Mezzosopran und Alt                                  | 87    |       |
| 29. August | Camille Ney                       | luxemburgischer Politiker, Mitglied der Chamber und MdEP                                                   | 65    |       |
| 29. August | Pierre Gemayel                    | libanesischer Politiker                                                                                    |       |       |
| 29. August | Pina Menichelli                   | italienische Schauspielerin                                                                                | 94    |       |
| 29. August | Hans Riehm                        | deutscher Agrarwissenschaftler, Hochschullehrer                                                            | 82    |       |
| 30. August | John Aalberg                      | US-amerikanischer Film- und Tontechniker                                                                   | 87    |       |
| 30. August | Sawako Ariyoshi                   | japanische Schriftstellerin                                                                                | 53    |       |
| 30. August | Hans Ernst                        | deutscher Heimatdichter                                                                                    | 79    |       |
| 30. August | Walter Krysmann                   | deutscher Militär, Generalmajor der NVA der DDR                                                            | 54    |       |
| 30. August | Armando de Lacerda                | portugiesischer Germanist, Romanist und Phonetiker                                                         | 82    |       |
| 30. August | William L. McMillan               | US-amerikanischer Physiker                                                                                 | 48    |       |
| 30. August | Emil Newman                       | US-amerikanischer Filmkomponist                                                                            | 73    |       |
| 31. August | Moshe Czerniak                    | israelischer Schachmeister                                                                                 | 74    |       |
| 31. August | Hans Dekkers                      | niederländischer Radrennfahrer                                                                             | 56    |       |
| 31. August | Odette Siko                       | französische Automobilrennfahrerin                                                                         | 85    |       |
| 31. August | Carlo Zecchi                      | italienischer Pianist, Dirigent und Musikpädagoge                                                          | 81    |       |
| August     | Heinz Buchholz                    | deutsch-schwedischer Maler und Grafiker                                                                    |       |       |
| August     | John E. Everroad                  | US-amerikanischer Politiker                                                                                | 71    |       |
| August     | David Ross                        | australischer Diplomat, Offizier und Luftverkehrsexperte                                                   | 82    |       |

## September
| Tag           | Name                                                 | Beruf, bekannt als                                                                                    | Alter | Beleg |
| ------------- | ---------------------------------------------------- | --- | ----- | ----- |
| 1. September  | Howland Chamberlain                                  | US-amerikanischer Schauspieler                                                                        | 73    |       |
| 1. September  | Theo Fehn                                            | deutscher Pfarrer der Evangelischen Landeskirche der Pfalz sowie Glockenexperte und -sachverständiger | 74    |       |
| 1. September  | Ludwig Oelschläger                                   | slowakischer Architekt                                                                                | 88    |       |
| 1. September  | Hans Pezold                                          | deutscher Musikwissenschaftler und Hochschullehrer                                                    | 83    |       |
| 2. September  | Sándor Cséfay                                        | ungarischer Feldhandballspieler und -trainer                                                          | 80    |       |
| 2. September  | Amir Gilboa                                          | israelischer Dichter                                                                                  | 66    |       |
| 2. September  | Sergei Martinson                                     | sowjetischer Schauspieler                                                                             | 85    |       |
| 2. September  | Eino Purje                                           | finnischer Leichtathlet                                                                               | 84    |       |
| 2. September  | Mike Riley                                           | US-amerikanischer Jazz-Posaunist und Bigband-Leader                                                   | 80    |       |
| 2. September  | Josef Schmithüsen                                    | deutscher Geograph                                                                                    | 75    |       |
| 3. September  | Adolf Alker                                          | österreichischer Mineraloge                                                                           | 62    |       |
| 3. September  | Julius Allo                                          | österreichischer Maler                                                                                | 83    |       |
| 3. September  | Annie Kienast                                        | deutsche Politikerin (SPD), MdHB                                                                      | 86    |       |
| 3. September  | Gaston Palewski                                      | französischer Politiker (RPF), Mitglied der Nationalversammlung                                       | 83    |       |
| 3. September  | August Rieger                                        | österreichischer Filmregisseur, Produktionsleiter und Drehbuchautor                                   | 70    |       |
| 3. September  | Karl Eduard Rothschuh                                | deutscher Physiologe und Medizinhistoriker                                                            | 76    |       |
| 3. September  | Arthur Schwartz                                      | US-amerikanischer Komponist                                                                           | 83    |       |
| 3. September  | Herman Vanderpoorten                                 | belgischer Politiker (LP, PVV), Abgeordneter, Senator und Minister                                    | 62    |       |
| 3. September  | Wilhelm Winkler                                      | österreichischer Statistiker                                                                          | 100   |       |
| 3. September  | Jan Zábrana                                          | tschechischer Schriftsteller, Dichter und Übersetzer                                                  | 53    |       |
| 4. September  | Hugo Baumgart                                        | deutscher Politiker (SED)                                                                             | 77    |       |
| 4. September  | Fedir Bohatyrtschuk                                  | ukrainischer Schachspieler                                                                            | 91    |       |
| 4. September  | Nodar Dumbadse                                       | georgischer Schriftsteller                                                                            | 56    |       |
| 4. September  | Otto Goldapp                                         | deutscher Polizeibeamter, Mitglied des Sonderkommandos 1005-Mitte                                     | 86    |       |
| 4. September  | Ernst Carl Gerlach Stückelberg                       | Schweizer Mathematiker und Physiker                                                                   | 79    |       |
| 4. September  | Bjarne Johnsen                                       | norwegischer Turner                                                                                   | 92    |       |
| 4. September  | Robert Villemain                                     | französischer Boxer                                                                                   | 60    |       |
| 5. September  | Bronislaw Folwaczny                                  | deutscher Entomologe                                                                                  | 75    |       |
| 5. September  | Karl Friedrich Grau                                  | deutscher Schriftsteller                                                                              |       |       |
| 5. September  | Karl Kerschbaum                                      | österreichischer Sicherheitswachebeamter                                                              | 31    |       |
| 5. September  | Adam Malik                                           | indonesischer Politiker und Diplomat                                                                  | 67    |       |
| 5. September  | Jane Roberts                                         | US-amerikanische Autorin und Dichterin                                                                | 55    |       |
| 5. September  | Arnulf Erich Stegmann                                | deutscher Mundmaler, Gründer der Vereinigung der Mund- und Fussmalenden Künstler (VDMFK)              | 72    |       |
| 5. September  | Otto Wendt                                           | deutscher Jurist und Politiker (GB/BHE), MdL                                                          | 81    |       |
| 5. September  | Harald Werthmann                                     | deutscher Parteifunktionär (LDPD), MdV                                                                | 59    |       |
| 6. September  | Marie Kießling                                       | deutsche Leichtathletin                                                                               | 90    |       |
| 6. September  | Dietrich Kilian                                      | deutscher Musikwissenschaftler                                                                        | 56    |       |
| 6. September  | Paul Schmid-Ammann                                   | Schweizer Journalist und Politiker                                                                    | 84    |       |
| 6. September  | Ernest Tubb                                          | US-amerikanischer Country-Sänger und Wegbereiter der Honky Tonk Music                                 | 70    |       |
| 7. September  | Frédéric Adam                                        | französischer Organist, Komponist, Dirigent und Operndirektor                                         | 80    |       |
| 7. September  | Joe Cronin                                           | US-amerikanischer Baseballspieler und -manager                                                        | 77    |       |
| 7. September  | Archibald Gordon, 5. Marquess of Aberdeen and Temair | britischer Adeliger                                                                                   | 71    |       |
| 7. September  | Charles Grey                                         | britischer Politiker                                                                                  | 81    |       |
| 7. September  | Liam O’Flaherty                                      | irischer Schriftsteller                                                                               | 88    |       |
| 7. September  | Hans Sautter                                         | deutscher Ophthalmologe                                                                               | 72    |       |
| 7. September  | Alexander Alexejewitsch Scharow                      | russisch-sowjetischer Dichter                                                                         | 80    |       |
| 7. September  | Jossyf Slipyj                                        | ukrainischer Kardinal und Erzbischof von Lemberg                                                      | 92    |       |
| 8. September  | Georges Meuris                                       | belgisch-französischer Fußballspieler und -trainer                                                    | 77    |       |
| 8. September  | Johnnie Parsons                                      | US-amerikanischer Autorennfahrer                                                                      | 66    |       |
| 8. September  | Väinö Perttunen                                      | finnischer Ringer                                                                                     | 77    |       |
| 8. September  | Joachim Schumacher                                   | deutscher Autor                                                                                       | 79    |       |
| 8. September  | Urban Thiersch                                       | deutscher Bildhauer                                                                                   | 68    |       |
| 9. September  | Ina Benita                                           | polnische Schauspielerin                                                                              | 72    |       |
| 9. September  | Yılmaz Güney                                         | türkisch-kurdischer Schauspieler und Regisseur                                                        | 47    |       |
| 9. September  | Erich Haußmann                                       | deutscher Schauspieler und der Vater des Regisseurs Ezard Haußmann                                    | 84    |       |
| 9. September  | Otto Hoog                                            | deutscher Politiker (CDU)                                                                             | 70    |       |
| 9. September  | Regina Horowitz                                      | ukrainisch-russische Pianistin und Hochschullehrerin                                                  | 84    |       |
| 9. September  | Gunnar Jamvold                                       | norwegischer Segler                                                                                   | 88    |       |
| 9. September  | Walter Kaufmann                                      | deutscher Musikethnologe, Komponist und Dirigent                                                      | 77    |       |
| 9. September  | Heinrich Korbsch                                     | deutscher Psychiater und Hochschullehrer                                                              | 91    |       |
| 9. September  | Manuel Valls i Gorina                                | katalanischer Komponist und Musikwissenschaftler                                                      | 64    |       |
| 10. September | Georges de Beauregard                                | französischer Filmproduzent                                                                           | 63    |       |
| 10. September | Erich Schäfer                                        | deutscher Betriebswirt sowie Hochschullehrer                                                          | 83    |       |
| 10. September | Trummy Young                                         | US-amerikanischer Jazzposaunist                                                                       | 72    |       |
| 11. September | Erich Lattmann                                       | deutscher Militärjurist                                                                               | 89    |       |
| 11. September | Else Reventlow                                       | deutsche Lehrerin, Frauenrechtlerin, Sozialdemokratin, Redakteurin                                    | 87    |       |
| 11. September | Ángel Rosenblat                                      | argentinischer und venezolanischer Romanist und Hispanist polnischer Herkunft                         | 81    |       |
| 11. September | Jerry Voorhis                                        | US-amerikanischer Politiker                                                                           | 83    |       |
| 11. September | Hans Wolter                                          | deutscher römisch-katholischer Theologe                                                               | 74    |       |
| 12. September | Lola Anglada                                         | katalanische Schriftstellerin, Illustratorin und Cartoonistin                                         |       |       |
| 12. September | Willy Kreuer                                         | deutscher Architekt                                                                                   | 73    |       |
| 12. September | Geoffrey Lloyd, Baron Geoffrey-Lloyd                 | britischer Politiker (Conservative Party), Mitglied des House of Commons                              | 82    |       |
| 12. September | Anton Ohnmacht                                       | deutscher Architekt                                                                                   | 85    |       |
| 12. September | Yvon Petra                                           | französischer Tennisspieler                                                                           | 68    |       |
| 12. September | Hans Queling                                         | deutscher Reporter und Reiseschriftsteller                                                            | 81    |       |
| 13. September | Tichon Iwanowitsch Ababkow                           | sowjetischer Parteifunktionär der KPdSU                                                               | 76    |       |
| 13. September | Franz Becker                                         | deutscher Politiker (SPD, CDU)                                                                        | 74    |       |
| 13. September | Akio Chiba                                           | japanischer Manga-Zeichner                                                                            | 41    |       |
| 13. September | Paul Kopp                                            | Schweizer Politiker (FDP)                                                                             | 83    |       |
| 13. September | Dino Maiuri                                          | italienischer Drehbuchautor und Filmregisseur                                                         | 67    |       |
| 13. September | Peter Pewas                                          | deutscher Filmregisseur und Werbegraphiker                                                            | 80    |       |
| 13. September | Hermann Slevogt                                      | deutscher Physiker und Optikdesigner                                                                  | 75    |       |
| 13. September | Laura Solari                                         | italienische Filmschauspielerin                                                                       | 71    |       |
| 13. September | Lois White                                           | neuseeländische Malerin und Kunstlehrerin                                                             | 80    |       |
| 14. September | Lou Brouillard                                       | kanadischer Boxer                                                                                     | 65    |       |
| 14. September | Ernst Essel                                          | österreichischer Schauspieler bei Bühne und Fernsehen                                                 | 73    |       |
| 14. September | Janet Gaynor                                         | US-amerikanische Schauspielerin                                                                       | 77    |       |
| 14. September | Gustaf Adolf Wanner                                  | Schweizer Historiker und Journalist                                                                   | 73    |       |
| 15. September | Richard Hartmann                                     | deutscher Sportfunktionär, Präsident des Deutschen Bob- und Schlittensportverbandes (1968–1984)       | 70    |       |
| 15. September | Hilde Maroff                                         | deutsche Schauspielerin                                                                               | 80    |       |
| 15. September | Erich Spiegel                                        | deutscher Politiker, Bürgermeister von Stettin                                                        | 64    |       |
| 15. September | Karl Maria Zwißler                                   | deutscher Dirigent, Generalmusikdirektor, Generalintendant und Professor                              | 84    |       |
| 16. September | Louis Abel Caillouet                                 | US-amerikanischer Geistlicher, Weihbischof in New Orleans                                             | 84    |       |
| 16. September | Vincenzo Cotroni                                     | kanadischer Mobster                                                                                   |       |       |
| 16. September | Gundolf Dehner                                       | deutscher Tierarzt und Politiker (NPD), MdL                                                           | 55    |       |
| 16. September | Nada Fiorelli                                        | italienische Schauspielerin                                                                           | 65    |       |
| 16. September | Meredith Frampton                                    | britischer Maler und Radierer                                                                         | 90    |       |
| 16. September | Rudolf Kluger                                        | deutscher Politiker (CSU), MdL                                                                        | 49    |       |
| 16. September | Ilse Krause                                          | deutsche Chirurgin und Kinderchirurgin                                                                | 67    |       |
| 16. September | Cyril Paul                                           | britischer Autorennfahrer                                                                             | 81    |       |
| 16. September | Louis Réard                                          | französischer Maschinenbauingenieur und Erfinder des Bikini                                           |       |       |
| 16. September | Ernst Schoof                                         | deutscher Politiker (CDU), MdL                                                                        | 83    |       |
| 16. September | Paule Vézelay                                        | britische Malerin                                                                                     | 92    |       |
| 17. September | Richard Basehart                                     | US-amerikanischer Schauspieler                                                                        | 70    |       |
| 17. September | Sven Jonasson                                        | schwedischer Fußballspieler                                                                           | 75    |       |
| 17. September | Franz Erich Müller                                   | deutscher Wirtschaftsjurist und Generaldirektor                                                       | 86    |       |
| 17. September | Louis Roels                                          | belgischer Radrennfahrer                                                                              | 72    |       |
| 17. September | Semjon Konstantinowitsch Zarapkin                    | sowjetischer Diplomat                                                                                 | 78    |       |
| 18. September | Ralph Assheton, 1. Baron Clitheroe                   | britischer Politiker, Unterhausabgeordneter und Peer                                                  | 83    |       |
| 18. September | Andrei Anatoljewitsch Botschwar                      | russischer Metallkundler und Hochschullehrer                                                          | 82    |       |
| 18. September | Karl-Hermann Freiherr von Brand zu Neidstein         | deutscher Offizier, Militärschriftsteller und Museumsleiter                                           | 69    |       |
| 18. September | Manfred M. Mayer                                     | deutsch-amerikanischer Mikrobiologe und Immunologe                                                    | 68    |       |
| 19. September | Josef Maria Camenzind                                | Schweizer katholischer Geistlicher und Schriftsteller                                                 | 80    |       |
| 19. September | Carl Joachim Friedrich                               | deutsch-amerikanischer Politikwissenschaftler                                                         | 83    |       |
| 19. September | Gerhard Fritz                                        | deutscher Politiker (CDU), MdB                                                                        | 63    |       |
| 19. September | Ève Gagnier                                          | kanadische Sopranistin und Schauspielerin                                                             | 53    |       |
| 19. September | Evžen Hadamczik                                      | tschechischer Fußballspieler Fußballtrainer                                                           | 44    |       |
| 19. September | Álvaro Lopes Cançado                                 | brasilianischer Fußballspieler                                                                        | 71    |       |
| 19. September | Charlotte Temming                                    | deutsche Schriftstellerin                                                                             | 81    |       |
| 19. September | Dominic Williams                                     | australischer Biogeograph, Biomorphologe und Paläontologe                                             | 37    |       |
| 20. September | Heinrich Abegg                                       | Schweizer Politiker (SP)                                                                              | 80    |       |
| 20. September | Steve Goodman                                        | US-amerikanischer Folkmusiker                                                                         | 36    |       |
| 20. September | Kurt Grimm                                           | österreichischer Rechtsanwalt und Wirtschaftsberater                                                  | 81    |       |
| 20. September | Richard Kallenbach                                   | deutscher Jurist, Präsident des Bayerischen Obersten Rechnungshofes und Politiker (FDP), MdL          | 95    |       |
| 20. September | Karl Klotter                                         | deutscher Ingenieurwissenschaftler und Bauingenieur                                                   | 82    |       |
| 20. September | Eduard Mohr                                          | deutscher Regattasegler                                                                               | 82    |       |
| 20. September | Carlo Pesenti                                        | italienischer Unternehmer                                                                             |       |       |
| 20. September | Hanns Simons                                         | deutscher Bauingenieur und Hochschullehrer in Braunschweig                                            | 59    |       |
| 20. September | Andrée Weitzel                                       | Schweizer Journalistin und leitende Angehörige des Frauenhilfsdienstes                                | 67    |       |
| 21. September | Hans Baltruschat                                     | deutscher Politiker (SPD)                                                                             | 62    |       |
| 21. September | Fritz Bamberger                                      | deutscher Geisteswissenschaftler                                                                      | 82    |       |
| 21. September | Ora Doelk                                            | deutsche Ausdruckstänzerin und Choreografin                                                           | 90    |       |
| 21. September | Friedrich Karl Gotsch                                | deutscher Maler und Grafiker                                                                          | 84    |       |
| 21. September | Werner Hofmeister                                    | deutscher Politiker (CDU), MdL                                                                        | 82    |       |
| 22. September | Erwin Assmann                                        | deutscher Historiker                                                                                  | 76    |       |
| 22. September | Franz Nikodem                                        | deutscher Feldhockeyspieler                                                                           | 52    |       |
| 22. September | Karl Schib                                           | Schweizer Historiker, Pädagoge sowie Politiker (FDP)                                                  | 86    |       |
| 22. September | Harold E. Wethey                                     | US-amerikanischer Kunsthistoriker                                                                     |       |       |
| 23. September | Elisabeth Bamberger                                  | deutsche Volkswirtin, Sozialarbeiterin und Mitbegründerin der Familienfürsorge                        | 93    |       |
| 23. September | Daniel Granville West, Baron Granville-West          | britischer Politiker (Labour Party), Mitglied des House of Commons                                    | 80    |       |
| 23. September | Vlado Maleski                                        | jugoslawisch-mazedonischer Schriftsteller, Diplomat und Politiker                                     | 65    |       |
| 23. September | Harald Meschendörfer                                 | siebenbürgisch-sächsischer Maler und Grafiker                                                         | 75    |       |
| 23. September | Anatoli Grigorjewitsch Nowikow                       | russischer Komponist                                                                                  | 87    |       |
| 23. September | Lesley Byrd Simpson                                  | US-amerikanischer Historiker, Romanist und Hispanist                                                  | 93    |       |
| 23. September | Tilsa Tsuchiya                                       | peruanische Malerin                                                                                   | 55    |       |
| 23. September | Alston Wise                                          | kanadischer Eishockeyspieler                                                                          | 79    |       |
| 24. September | Denis Blundell                                       | neuseeländischer Rechtsanwalt, Soldat und der 12. Generalgouverneur von Neuseeland (1972–1977)        | 77    |       |
| 24. September | Theo Bot                                             | niederländischer Politiker und Diplomat                                                               | 73    |       |
| 24. September | Domenico De’ Paoli                                   | italienischer Musikwissenschaftler, Musikkritiker und Komponist                                       | 90    |       |
| 24. September | Pierre Emmanuel                                      | französischer Dichter                                                                                 | 68    |       |
| 24. September | Franz Griesbach                                      | deutscher Offizier, zuletzt Generalmajor im Zweiten Weltkrieg                                         | 91    |       |
| 24. September | Neil Hamilton                                        | US-amerikanischer Schauspieler                                                                        | 85    |       |
| 24. September | Fritz Juntke                                         | deutscher Bibliothekar                                                                                | 98    |       |
| 24. September | Wladimir Rosenbaum                                   | Schweizer Anwalt und Geschäftsmann                                                                    | 89    |       |
| 25. September | Erich Arendt                                         | deutscher Lyriker und literarischer Übersetzer                                                        | 81    |       |
| 25. September | Giorgio Bixio                                        | italienischer Schauspieler                                                                            | 72    |       |
| 25. September | Carl Martin Eckmair                                  | österreichischer Schriftsteller und Pädagoge                                                          | 76    |       |
| 25. September | Christopher Guest, Baron Guest                       | britischer Jurist                                                                                     | 82    |       |
| 25. September | Anton Marxmüller                                     | deutscher Maler, Zeichner und Grafiker                                                                | 86    |       |
| 25. September | Walter Pidgeon                                       | kanadischer Schauspieler                                                                              | 87    |       |
| 25. September | Michael Sandhofer                                    | österreichischer Politiker (ÖVP), Landtagsabgeordneter im Burgenland                                  | 77    |       |
| 25. September | Alighiero Tondi                                      | katholischer Theologe, Religionskritiker                                                              | 76    |       |
| 25. September | Bernard Van Rysselberghe                             | belgischer Radrennfahrer                                                                              | 78    |       |
| 25. September | Gertrud Wilker                                       | Schweizer Schriftstellerin                                                                            | 60    |       |
| 26. September | Carl Gunschmann                                      | deutscher Maler                                                                                       | 88    |       |
| 26. September | Ernst von Hippel                                     | deutscher Jurist und Rechtsphilosoph                                                                  | 88    |       |
| 26. September | Hans Holtorff                                        | deutscher Politiker (CDU), MdL                                                                        | 78    |       |
| 26. September | Shelly Manne                                         | US-amerikanischer Jazz-Schlagzeuger und Komponist                                                     | 64    |       |
| 26. September | Francisco Rivera Pérez                               | spanischer Torero                                                                                     | 36    |       |
| 26. September | Walther Sontheimer                                   | deutscher Klassischer Philologe und Gymnasialdirektor                                                 | 94    |       |
| 27. September | Rudolf Besthorn                                      | deutscher Romanist                                                                                    | 74    |       |
| 27. September | Ellsworth Bunker                                     | US-amerikanischer Diplomat                                                                            | 90    |       |
| 28. September | Hans Joachim Breustedt                               | deutscher Maler und Grafiker                                                                          | 83    |       |
| 28. September | Philip Cahn                                          | US-amerikanischer Filmeditor                                                                          | 90    |       |
| 28. September | František Link                                       | tschechischer Astronom und Pädagoge                                                                   | 78    |       |
| 29. September | Wilhelm Adams                                        | deutscher Dirigent, Chorleiter und Komponist                                                          | 88    |       |
| 29. September | Fritz Feldmann                                       | deutscher Musikwissenschaftler                                                                        | 78    |       |
| 29. September | Marnix Gijsen                                        | flämischer Schriftsteller                                                                             | 84    |       |
| 29. September | Konstanty Gorbatowski                                | polnischer Maler                                                                                      | 70    |       |
| 29. September | Walter Pries                                         | deutscher Politiker (SPD), MdHB                                                                       | 81    |       |
| 29. September | Lauri Viljanen                                       | finnischer Literaturhistoriker, Literaturkritiker und Lyriker                                         | 84    |       |
| 30. September | Helen Dore Boylston                                  | US-amerikanische Autorin                                                                              | 89    |       |
| 30. September | António Aurélio Gonçalves                            | kapverdianischer Schriftsteller                                                                       | 83    |       |
| 30. September | Eulogio Martínez                                     | paraguayisch-spanischer Fußballspieler                                                                | 49    |       |
| 30. September | Karl Schlabow                                        | deutscher Textilarchäologe                                                                            | 93    |       |
| September     | Richard Brautigan                                    | US-amerikanischer Schriftsteller                                                                      | 49    |       |
| September     | Ludwig Harms                                         | deutscher Arzt, MdV                                                                                   | 84    |       |